# Angol polgárháború
Az angol polgárháború alatt az 1642-től a század végéig tartó eseménysorozatot értjük, mely I. Károly és így a monarchia (időleges) megdöntéséhez vezetett. Kezdetétől, 1640-től  számítja sok történész a történelmi újkort. Sokáig angol polgári forradalom néven szerepelt – ezt az elnevezést azonban manapság már elvetik. A kortársak Anglia zavargásait (England's Troubles), egyes mai történészek pedig a három királyság (Skócia, Anglia, Írország) háborúját emlegették az eseménysor kapcsán.

## Előzményei

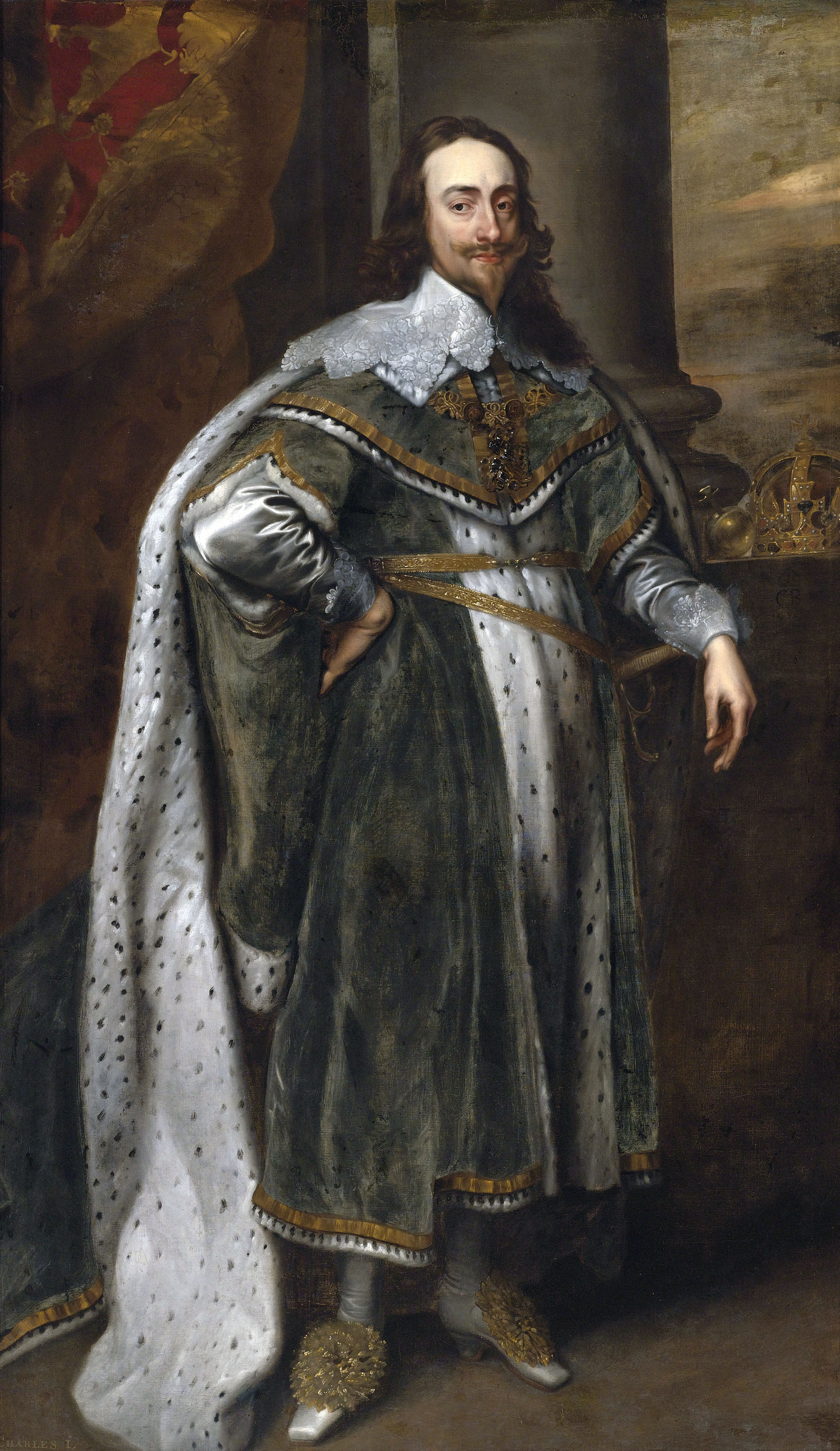
I. Károly angol király

I. Jakab (1603–1625) nyílt abszolutizmust vezetett be, így szembekerült a parlamenttel. A parlamentnek adómegszavazási joga volt, így az uralkodó mégis rá volt utalva. Jakab nyíltan vállalt homoszexualitása, és George Villiers (Buckingham herceg) pályafutása erős ellenérzéseket váltott ki. Jakab 1610-ben és 1614-ben is feloszlatta a parlamentet, amely a kért adókat nem szavazta meg.
Az alsóház 1628-ban elfogadta a négy szakaszból álló Jog kérvénye („Petition of Right”) című törvényt, amely nem új törvény volt, hanem az angol parlamentarizmus hagyományos szabályainak megismétlése abból a célból, hogy az abszolutizmust parlamentáris eszközökkel korlátozhassák. Ennek alapján a király cselekedeteit Anglia törvényeibe és szabad szokásaiba ütközőnek nyilvánították. I. Károly szentesítette a törvényt, de továbbra sem tartotta be.
A Jog kérvénye első passzusában tartalmazta, hogy senkit sem lehet megterhelni a parlament által jóváhagyott törvény nélkül. A második bekezdés szerint szabad embert bírósági ítélet nélkül bebörtönözni nem lehet. A harmadik a kényszerkvártélyozás tiltásáról, a negyedik a királyi rögtönítélő bíróságok eltörléséről szólt.
Károly már a törvény kihirdetése előtt beszüntette a parlament működését, a hangadókat bebörtönöztette, és 1629–1640 között nem hívta össze többé a testületet.

### A puritanizmus
A puritanizmus kálvinista alapokból indult, és azt hirdette, hogy nincs szükség közvetítőkre Isten és a hívők között. A puritánok el akarták törölni a római katolikus hitre emlékeztető jegyeket. A puritanizmusnak két irányzata alakult ki: a presbiteriánusok és az independensek. A presbiteriánusok mérsékeltebb irányzatot követtek. Szerintük az egyházi vezetésben nincs szükség püspökökre. Helyettük egy választott testületre, a presbitériumra kell bízni a vezetést. Az independensek radikálisabbak. Szerintük minden egyházközösség legyen önálló.

## A forradalom szakaszai
- 1. parlamenti szakasz 1640–42
- 2. polgárháborús szakasz 1642–49
- 3. köztársaság szakasz 1649–60
- 4. restauráció időszaka 1660–88

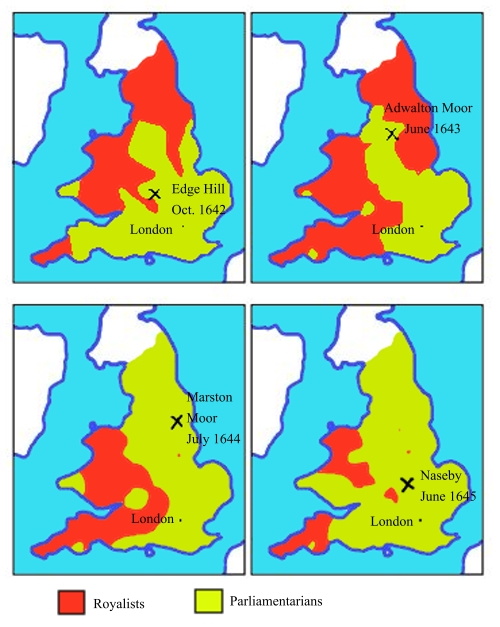
Royalisták (piros) és a parlamentaristák (zöld) területei, 1642 – 1645

- 5. dicsőséges forradalom időszak 1688–89

### A rövid parlament
I. Károly (1625–1649) meg akarta szüntetni a skót egyház önállóságát. Ez lázadáshoz vezetett, a skótok kihasználták a király ellen mutatkozó angliai elégedetlenséget. Ez volt az első püspökháború, melynek során a skótok megszállták Anglia északi részeit. Károly ahelyett, hogy összehívta volna a parlamentet a háború miatt, egyszerűen keresztes hadjáratot hirdetett a skótok ellen. Erre viszont csak Írország katolikusai reagáltak, akik megtámadták az írországi protestánsokat és angolokat. Ettől kezdve Károly három országából kettőben anarchia tombolt.
A lázadás leveréséhez hadseregre volt szüksége, amihez pénz kellett. Az új adók kivetéséhez azonban a parlament beleegyezése kellett. Így annak összehívását már nem halogathatta, de kijelentette: „A királlyal szembehelyezkedő politikusokat addig kell korbácsolni, amíg meg nem jön az eszük.” Az 1640. április 13-án az ebből a célból összehívott úgynevezett rövid parlament ezt nemcsak nem szavazta meg, hanem petíciók sokaságát nyújtotta át a királynak. Károly ezzel már nemcsak Írországban és Skóciában, de Angliában is elvesztette az irányítást, tárgyalni azonban nem volt hajlandó. A parlamentet feloszlatta, a hangadókat ismét bebörtönözte.
Az angol parlament két házból állt:
- 1. felsőház (Lordok Háza), a főnemesek és papok, akik támogatták az uralkodót.
- 2. alsóház, az újnemesek, azaz a gentryk, és nem támogatták az uralkodót.

A parlament feloszlatásával immár nyílt polgárháborús helyzet alakult ki.

### A hosszú parlament
A parlament feloszlatása után a skótok ismét betörtek Angliába, megszállták Northumberlandet és Durhamet. Az uralkodó kénytelen volt újra összehívni a parlamentet, mivel a bárók 1640. szeptember 24-én vészgyűlést tartottak, amelyen jegyzőkönyvileg rögzítették, hogy a skótok ellenében csak akkor működnek együtt Károllyal, ha a parlament működik. 1640. november 3-án sor került erre, és a testület 1640–53 között együtt is marad. Ezt hosszú parlamentnek nevezi a történetírás.
A skótokkal végül csak a tárgyalóasztal mellett találkoztak, ezt nevezik második püspökháborúnak, amelyet Károly ismét puskalövés nélkül vesztett el.  A parlament nem követelt új hatásköröket magának, hanem az angol parlamentarizmus szokásos jogköreit próbálta gyakorolni: adómegszavazás, törvényalkotás, rendszeres ülésezés, sérelmek orvoslása. Továbbá a parlament a királyi önkény visszaszorítására 1641-ben elfogadta a Triennial Act nevű törvényt, amely kimondta, hogy feloszlatása után három éven belül ismét össze kell hívni a parlamentet. Reformjaikat a fennálló hatalmi rendszerben akarták véghezvinni, nem esett szó trónfosztásról vagy a társadalmi rend megváltoztatásáról.
A király megpróbálta letartóztatni az ellenzéket, ám a londoni nép a parlament mellé állt, így a kísérlet kudarcot vallott. Ezután híveivel Nottinghambe távozott 1642 nyarán, hogy ne kelljen több parlamenti törvényt aláírnia. 1642. augusztus 22-én már seregszemlét tartott csapatai felett, amellyel a parlamentet akarta szétzavarni. Ezzel kitört a polgárháború, amelyben a királyhoz hű nemeseket gavalléroknak, míg a parlament puritán híveit kerekfejűeknek nevezték.

## A polgárháború
A polgárháború 1642 és 1649 között zajlott le.

### Első szakasz (1642–46)
Az uralkodót a gavallérok, az anglikán egyház és a fejletlenebb északi és nyugati területek támogatták. Kezdetben ők voltak fölényben, és győzelmeket arattak. A parlamentet a kerekfejűek és a déli területek támogatták.
```
  király  <-------------->  parlament
    +                          ->kerekfejűek
királypártiak                     /        \
    -> gavallérok     presbiteriánusok   independensek
```

A parlament hadereje mintegy 18 000 főt számlált, míg a királyi sereg 6000 gyalogosból és 2000 lovasból állt. Az első összecsapás az Edge Hill-i csata volt október 23-án, ahol a parlamenti sereg vereséget szenvedett. A London felé nyomuló Károlyt a fővárosi polgárok milíciái akadályozták meg abban, hogy bevonuljon a városba.
A következő két évben Oliver Cromwell independens politikus, aki tagja volt a Rövid és a Hosszú Parlamentnek is Cambridge képviselőjeként, felállította a parlamenti haderő új változatát, a „New Model Army”-t, amelyben nagy fontosságot kapott a kiképzés, a tisztek oktatása és a korszerű fegyverzet („vasbordájúak”, kanócos puska helyett kovás, egységes vezényszavak, egyenruha). Svéd mintára a könnyűlovasság új taktikával lépett harcba. Korábban a lovasroham az ellenfél gyalogságának megközelítése után célzott lövések leadásával és visszavonulással ért véget, ettől kezdve viszont a könnyűlovasok behatoltak az ellenfél gyalogosai közé, bomlasztva a harcrendet. A gyalogságban már nem csak az első sor tüzelt „össztűz” esetén, hanem kettő: az első sor letérdelt, a második állva maradt.
Cromwell új serege 1644. július 2-án a Marston Moore-i csatában győzte le először a királyi haderőt. Ennek hatására a teljes parlamenti hadsereget átszervezték Cromwell alakulatainak mintájára. Ez időben már a parlamenti oldal is kettészakadás előtt állt, a presbiteriánusok és independensek heves politikai csatározásokat folytattak. December 9-én a parlament elfogadta az „önkéntes lemondás nyilatkozatát”, amelynek értelmében egy személy egyszerre nem tölthetett be politikai és katonai tisztséget. Jellemző módon a presbiteriánusok általában a politikai, az independensek a katonai tisztségek mellett döntöttek. Cromwell viszont mindkettőt megtartotta.
1645. június 14-én a nasebyi csata hatalmas parlamenti győzelemmel végződött, Károly Skóciába menekült. A skótok azonban 1647 februárjában saját uralkodójukat 400 000 font ellenében kiadták az angoloknak.

### Második szakasz (1648–49)

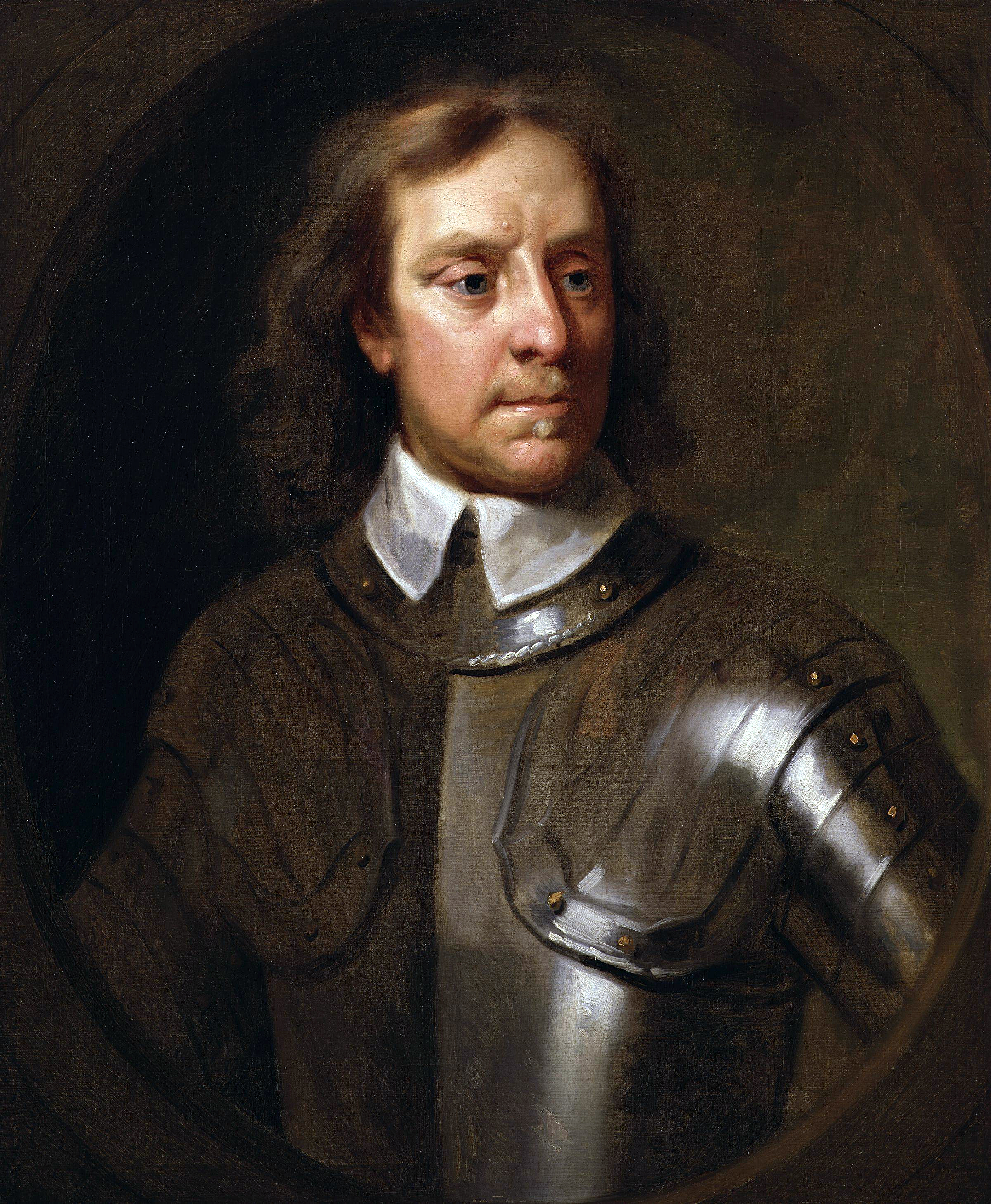
Oliver Cromwell, Anglia lordprotektora

A második szakasz a parlamenti tábor szétszakadásának és a polgárháború befejezésének időszaka. 1646-ban bevezették a presbiterianizmust mint államvallást, és kezdetét vette az elégedetlen independensek üldözése. Az elégedetlenséget fokozta, hogy a presbiteriánusok által eltörölt feudális földtulajdon szabadon adható-vehető polgári tulajdonná vált, amely hatalmas visszaélésekkel, gyors meggazdagodásokkal járt. Eközben a közép-, kis- és törpebirtokos gazdálkodók nagyon nehéz helyzetbe kerültek. A helyzet az independensek további radikalizálódásával, a levellerek megjelenésével járt.

### Oliver Cromwell győzelmes diktatúrája
Cromwell összefogott a levellerekkel a presbiteriánusok ellen, majd eltávolítottak a parlamentből 140 presbiteriánus képviselőt, akik tiltakoztak a király kivégzése ellen. Ez volt a csonka parlament. Egy levellerekből és independensekből álló bíróság végül halálra ítélte Károlyt, és 1649. január 30-án kivégezték. Ezen a napon betiltották a Lordok Házát és a királyságot, valamint kikiáltották a köztársaságot, amely valójában Cromwell katonai diktatúrája volt.

## A köztársaság
Cromwell leszámolt a segítőivel, a levellerekkel és a diggerekkel (ők a legradikálisabbak, a bekerített földek visszaadását követelték). A parlament képviselőinek száma ezzel körülbelül 100-ra csökkent, ezt nevezzük csonka parlamentnek.
Cromwell 1649–51 között meghódította Írországot és Skóciát. 1651-ben kiadta a Navigation Actet (hajózási törvény): Angliába árut csak az angol vagy az árut előállító ország hajói szállíthatnak, ezzel kirekesztette Hollandiát a közvetítő kereskedelemből, ha az angol területekre irányult. A törvény következtében háború robbant ki, mely 1654-ben Hollandia vereségével végződött, így Anglia lett a vezető ország a közvetítő kereskedelemben.

A köztársaság zászlaja

1653 végén Cromwell feloszlatta a csonka parlamentet, majd 150 újabb képviselőt választott az egyházközösségből. Ezért ezt a parlamentet a katonaszentek parlamentjének nevezik, amit 1653 végén szintén feloszlatott. Ez évben ugyanis az angol parlament teljhatalmat szavazott meg Cromwellnek, élete végéig tartó lordprotektori címmel, és az ekkor felállított új parlament már egykamarás lett. Az új parlament azonban nem szavazta meg Cromwell hadi költségvetését, ezért I. Károly módszeréhez folyamodott, és a továbbiakban parlament nélkül kormányzott. 1653 és 58 között nyílt katonai egyeduralom volt Angliában. Cromwell senkinek sem engedett beleszólást a hatalomba, és a puritán államnak a mindennapi életet szabályozó törvényei sem voltak népszerűek. 1658-as halála után fia, Richard még átvette a lordprotektor címet, de ő alkalmatlannak bizonyult a poszt betöltésére, és a köztársasági kormányzat összeomlott. Így az ország trónját felajánlották II. Károlynak, ezzel restaurálva a Stuart-házat.

## A Stuart-restauráció
1660-ban I. Károly fiát, II. Károlyt ültették a trónra, aki 1660–85 között uralkodott.  Amnesztiát hirdetett - ami azonban nem vonatkozott azokra, akik apja halálos ítéletét aláírták.  Vallásszabadságot, valamint a magántulajdon védelmét hirdette meg. Ezenkívül megígérte, hogy a forradalom vívmányait megtartja. Testvére, II. Jakab (1685–88) 1688-ban türelmi rendeletet adott ki, amely a katolikusok teljes egyenjogúságára épült. A katolikus restauráció alatt népszerűtlenné vált, és mindenki ellene fordult.
Az utolsó két Stuart-uralkodóra az volt jellemző, hogy ismét az abszolutista módszereket próbálták alkalmazni, és vallási téren is szembekerültek az alattvalóikkal. Ezért a parlament egyszerűen üresnek nyilvánította a trónt, és Jakab vejének, Orániai Vilmosnak ajánlotta fel a királyi címet. II. Jakab álruhába öltözve menekült Franciaországba, de útközben – nehogy felismerjék – a tengerparton eldobta az ország nagypecsétjét. Orániai Vilmos pedig háborítatlanul vonulhatott be csapataival Londonba.
Ezt a vérontás nélkül lezajlott királycserét nevezik „dicsőséges forradalomnak”. Az angolok különösen nagy vívmánynak tartották a királycsere vértelenségét, tekintve, hogy a vallásháborúk és polgárháborúk milyen sok szenvedést okoztak.

## A „dicsőséges forradalom”
Az 1688-ban kitört „dicsőséges forradalom” következtében II. Jakab unokaöccsét és vejét, Orániai Vilmost hívták meg a trónra, aki holland helytartó is volt. III. Vilmos néven 1688–1702 között uralkodott. A király hatalmát az 1689-ben elfogadott Jogok Nyilatkozata (Bill of Rights) korlátozta, melyet 1689-ben írtak alá. Ez alkotmányos monarchiává tette Angliát.
A jognyilatkozat tartalma:
- a törvényhozó testület a parlamentbe
- a végrehajtó hatalom a parlamentnek felelős kormány
- független bíróságok létrehozása
- a parlamentnek évente üléseznie kell
- a király uralkodik, de nem kormányoz
- a parlament beleszólhatott az adószedésbe és a hadsereg fenntartásába

1707-ben az Angol Királyság és a Skót Királyság egyesülésével (uniójával) létrejött Nagy-Britannia (Egyesült) Királysága.

## A „dicsőséges forradalom” következményei
A „dicsőséges forradalom”, valamint a különböző jogi nyilatkozatok azt eredményezték, hogy Nagy-Britanniában a politikai ügyeket a parlamentben intézték, és nem alakulhatott ki olyan rendszer, amelyben egyeduralom, abszolutizmus jöhetett volna létre.